# Četverikov MDR-6
Četverikov MDR-6 je bilo dvomotorni propelerski leteči čoln, ki so ga zasnovali v Sovjetski zvezi v 1930ih. Bil je edino uspešno letalo biroja, ki ga je vodil Igor Četverikov. Zgradili so 7 testnih in 20 serijskih letal. Vsa letala so leta 1942 umaknili iz uporabe zaradi strukturnih težav.

## Tehnične specifikacije (MDR-6A)
- Posadka: 3
- Dolžina: 15,73 m (51 ft 7,25 in)
- Razpon kril: 19,4 m (63 ft 7,75 in)
- Površina kril: 52,3 m2 (562,97 ft2)
- Prazna teža: 4100 kg (9039 lb)
- Gros teža: 7200 kg (15873 lb)
- Motor: 2 × Švecov M-63 zvezdasti motor, 821 kW (1100 KM) vsak

- Maks. hitrost: 360 km/h (224 mph)
- Potovalna hitrost: 220 km/h (137 mph)
- Dolet: 2650 km (1,647 milj)
- Višina leta (servisna): 9000 m (29530 ft)

- Orožje: 1 × 7,62 mm (0.3-in) ŠKAS strojnica, 1 × 12.7-mm (0.5-in) UBT strojnica, do 1000-kg (2205-lb) bomb